# يحيى بن حسان التنيسي
أبو زكريا يحيى بن حسان بن حيان البكري، الدمشقي، البصري، ثم التنيسي (144هـ - 208هـ)، نزيل تنيس، أصله من دمشق. من أئمة ورواة الحديث وهو ثقة، حسن الحديث، صنف كتبا، وحدث بها.

## روايته للحديث النبوي
- روى عن: حماد بن سلمة، وعبد العزيز بن الماجشون، والليث بن سعد، ومالك بن أنس، وسليمان بن بلال، وابن أبي الموال، وحماد بن زيد، وسليمان بن موسى الزهري، وعبد الله بن جعفر المخرمي، وعبد العزيز بن الربيع بن سبرة، ومحمد بن راشد المكحولي، ومعاوية بن سلام، ووهيب بن خالد، ومنصور بن أبي الأسود، ومحمد بن مهاجر، وعبد الواحد بن زياد، وقريش بن حيان، ومجمع بن يعقوب، وهشيم بن بشير.
- حدث عنه: محمد بن وزير الدمشقي، ومحمد بن إدريس الشافعي -ومات قبله-، وأحمد بن صالح، وجعفر بن مسافر، ودحيم، ومحمد بن سهل بن عسكر، ومحمد بن عبد الله بن البرقي، ومحمد بن مسكين اليمامي، وعبد الله بن عبد الرحمن الدارمي، والربيع المرادي، وبحر بن نصر، ويونس بن عبد الأعلى وآخرون، وابنه محمد بن يحيى.
- الجرح والتعديل: قال أبو بكر البزار: ثقة صاحب حديث. وقال أبو حاتم الرازي: صالح الحديث. ذكره أبو حاتم بن حبان البستي في الثقات ووقال: يروى عن سليمان بن بلال والليث بن سعد روى عنه الشافعي وأهل الشام. وقال أبو سعيد بن يونس المصري: ثقة حسن الحديث. وقال أحمد بن حنبل: ثقة صاحب حديث. وقال أحمد بن شعيب النسائي: ثقة. وقال أحمد بن صالح الجيلي: ثقة مأمون عالم بالحديث. وقال ابن حجر العسقلاني: ثقة. وقال الذهبي: ثقة إمام رئيس. وقال محمد بن إدريس الشافعي: ثقة. وقال مطين الحضرمي: ثقة.